# 梅尔·阿什肯纳齐
梅尔·阿什肯纳齐（希伯來語：‎，1891年—1954年），哈巴德拉比，他於1926年至1949年期間出任上海首席拉比。

## 早年生活
梅尔·阿什肯纳齐出生于俄罗斯帝国的切尔尼戈夫。

## 拉比

### 海參崴
後來他出任海參崴拉比，1919年，梅尔·阿什肯纳齐在哈尔滨市与妻子结婚，然后返回海參崴，並繼續擔任當地的拉比至1926年為止。 

### 上海
1926年，他決定離開苏联並打算前往美国波士顿。他途经中華民国上海時，被當地的猶太人挽留並且出任上海的首席拉比。  
1949年，阿斯肯纳齐離開上海前往美國紐約的布鲁克林区。

## 去世
1954年，阿斯肯纳齐去世，他的墓地位於纽约皇后區。 